# Křížová cesta (Chotoviny)
Křížová cesta v Chotovinách na Táborsku se nachází na severozápadním okraji obce na svahu v lese.

## Historie
Křížovou cestu tvoří čtrnáct kamenných sloupků s mělkou nikou pro pašijový obrázek. Zastavení pochází z roku 1808 a jsou umístěna do kruhu. Součástí poutního místa jsou tři kříže Kalvárie.

### Obnova Poutního místa
Studenti gymnázia Piera de Coubertaina v Táboře pomáhali obnovit Křížovou cestu. Vymodelovali třináct keramických reliéfů, vyrobili figuríny ukřižovaných a připravili text na informační tabuli umístěné u prvního zastavení.
Křížovou cestu 18. srpna 2012 požehnal římskokatolický farář Jan Kuník.